# 2005 год в науке
В 2005 году были различные научные и технологические события, некоторые из которых представлены ниже. 2005 год был объявлен Организацией Объединённых Наций Международным годом физики.

## Нейробиология
- По аналогии с геномом предложен термин коннектом для описания полной схемы нервных связей организма.
- Появление оптогенетики.

## События
- 8 апреля — гибридное солнечное затмение (максимальная фаза 1,0074)[2].
- 24 апреля — полутеневое лунное затмение в южном полушарии (фаза −0,16)[3].
- 3 октября — кольцеобразное солнечное затмение (максимальная фаза 0,9576)[4].
- 17 октября — частное лунное затмение в экваториальной зоне Земли (фаза 0,06)[3].
- декабрь — запущен проект распределённых вычислений QMC@Home в области квантовой химии[5].

## Достижения человечества
- 14 января — зонд «Гюйгенс» вошёл в атмосферу Титана, совершил мягкую посадку на поверхность и передал снимки и другие данные через аппарат «Кассини» на Землю.
- 12 июня — запущен проект добровольных распределённых вычислений PrimeGrid, целью которого является поиск различных простых чисел специального вида[6].
- 24 сентября — компанией «КриоРус» успешно крионирован первый россиянин — Лидия Ивановна Федоренко[7].
- 24 октября — начато строительство нейтринного телескопа IceCube[8]. Строительство было завершено 2010 году.

### Открытия

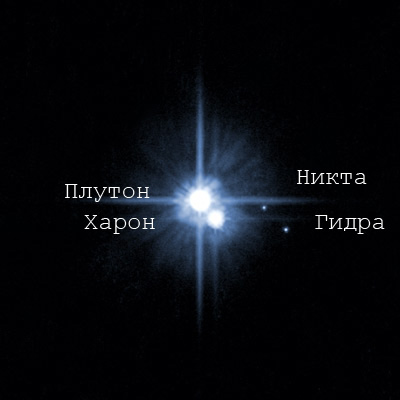
Плутон и три его луны: Харон, Никта и Гидра

- 5 января — открыта карликовая планета Эрида.
- 26 января — открыта Хииака, спутник Хаумеа.
- 15 июня — открыты Гидра и Никта, два малых спутника Плутона.
- 30 июня — открыта Намака, спутник Хаумеа.
- 19 июня — сообщение в журнале Nature об открытии grid cells.

### Новые виды животных
- Животные, описанные в 2005 году

## Награды
- Нобелевская премия:
  - Физика — Рой Глаубер, «За вклад в квантовую теорию оптической когерентности». Джон Холл и Теодор Хенш, «За вклад в развитие лазерного высокоточного спектроскопирования и техники прецизионного расчёта светового сдвига в оптических стандартах частоты».
  - Химия — Роберт Граббс, Ричард Шрок и Ив Шовен, «За вклад в развитие метода метатезиса в органическом синтезе».
  - Физиология и медицина — Барри Маршалл, Робин Уоррен, «За работы по изучению влияния бактерии Helicobacter pylori на возникновение гастрита и язвы желудка и двенадцатиперстной кишки».

- Большая золотая медаль имени М. В. Ломоносова
  - Юрий Андреевич Осипьян — за фундаментальный вклад в физику дислокаций в твёрдых телах и открытие фотопластического эффекта.
  - Питер Хирш — за выдающийся вклад в физику прочности и пластичности твёрдых тел и экспериментальное открытие движения дислокаций в них.

- Премия Бальцана:
  - Популяционная геология — Питер и Розмари Грант, (Великобритания — США).
  - Физика минералов — Рассел Хемли и Дэвид Мао (Мао Хэгуан), (США).
  - История азиатского искусства: Лотар Ледедрозе (Германия).
  - Социокультурная история урбанизма Нового времени: Питер Холл (Великобритания).

- Абелевская премия
  - Питер Д. Лакс (Нью-Йоркский университет, США) — «за выдающийся вклад в теорию и применение уравнений в частных производных и вычисление их решений».

- Международная премия по биологии
  - Nam-Hai Chua — структурная биология микроструктур, морфология и морфогенез.

- Информатика
  - Премия Кнута — Михалис Яннакакис.
  - Премия Тьюринга — Питер Наур — «за фундаментальный вклад в проектирование языков программирования и создание языка Алгол 60, а также в проектирование компиляторов, и в искусство и технику компьютерного программирования».

## Скончались
- 29 августа — Николай Сергеевич Бахвалов, выдающийся советский и российский математик.